# Rhyzodiastes orestes
Rhyzodiastes orestes es una especie de escarabajo terrestre, categorizada en la tribu Clinidiini, de la subfamilia Rhysodinae.
Se atribuye su descripción a los entomólogos de origen estadounidense Ross Taylor Bell y Joyce Elaine Rockenbach Bell, quienes la citaron por primera vez en 2009. La especie aparece registrada en la sección Rhysodine beetles (Insecta: Coleoptera: Carabidae): new species, new data III de Annals of Carnegie Museum, 78:45-77, publicada por Bell, R.T. y Bell, J.R. en 2009.

## Descricpión
La especie mide 5,9–6,2 mm de longitud (0,23–0,24 pulgadas). Cuenta con una cabeza larga y ancha, uno de los aspectos más distintivos de la especie, fosas tentoriales anteriores grandes, surcos frontales estrechos, pronoto relativamente corto, élitros gruesos, calcares pequeños y delgados.

## Distribución
Se distribuye por Asia, en la región del Tíbet.